# La Marseillaise 1980
De 1e editie van de La Marseillaise werd gehouden op 5 februari 1980 in Frankrijk. De wielerwedstrijd ging over 124 kilometer en werd gewonnen door de Nederlander Leo van Vliet.

## Uitslag
| La Marseillaise 1980 |                         |                            |      |
| Plaats               | Naam                    | Ploeg                      | Tijd |
| Winnaar              | Leo van Vliet           | TI-Raleigh-Creda           |      |
| 2                    | Patrick Friou           | Miko-Mercier               |      |
| 3                    | Frits Pirard            | Miko-Mercier               |      |
| 4                    | Gianluigi Zuanel        | Gis Gelati-Colnago         |      |
| 5                    | Jean-Philippe Pipart    | La Redoute-Motobecane      |      |
| 6                    | Jean-Paul Hosotte       | Puch-Campagnolo            |      |
| 7                    | Alain Vigneron          | Les Amis du Tour de France |      |
| 8                    | Aad van den Hoek        | TI-Raleigh-Creda           |      |
| 9                    | Jean-Francois Rodriguez | Puch-Campagnolo            |      |
| 10                   | Henk Lubberding         | TI-Raleigh-Creda           |      |

1980 · 1981 · 1982 · 1983 · 1984 · 1985 · 1986 · 1987 · 1988 · 1989 · 1990 · 1991 · 1992 · 1993 · 1994 · 1995 · 1996 · 1997 · 1998 · 1999 · 2000 · 2001 · 2002 · 2003 · 2004 · 2005 · 2006 · 2007 · 2008 · 2009 · 2010 · 2011 · 2012 · 2013 · 2014 · 2015 · 2016 · 2017 · 2018 · 2019 · 2020 · 2021 · 2022 · 2023 · 2024 · 2025